# マンディ・ローズ
マンディ・ローズ（Mandy Rose、1990年7月18日 - ）は、アメリカの女性プロレスラーで、女優、モデル、ボディービルダー。「妖艶女王」のキャッチフレーズを持つ。
元NXT所属。2013年にプロのフィットネス競技のキャリアを開始し、翌年にはボディービルの競技者になった。本名はアマンダ・ローズ・サッコマーノ（Amanda Rose Saccomanno）。

## 得意技

### フィニッシュ・ホールド
ベッド・オブ・ザ・ローズ/エンジェル・ウィングス
相手の上半身をリバース・フルネルソンの形で捕らえて相手の体を垂直になるまで持ち上げて相手を抱えたまま相手の体を前方へと落下させながら自身は、尻餅をつき、うつ伏せの状態になった相手の顔面を自身の両足の間へ叩きつける。

### 打撃技
エルボー
バックエルボー
ビンタ
バンド・チョップ
ドロップキック
延髄斬り
クローズライン
キス・オブ・ザ・ローズ
助走をつけて二段蹴りのモーションで軽く宙に舞上がり、振り上げた右膝で相手の顔面や顎、胸板をに下から突き上げるような膝蹴りを叩き込む。

### 投げ技
スープレックス
スナップ・スープレックス
スーパープレックス
ダブルアーム・スープレックス
ボディースラム
パワースラム
DDT
ジャーマンスープレックス

### フォール技
スクールガール
バックスライド
スモール・パッケージホールド
ジャックナイフ・ホールド

## 獲得タイトル
- NXT女子王座 : 1回